# Sings the Songs That Made Him Famous
Sings the Songs That Made Him Famous (pl śpiewa piosenki, które uczyniły go sławnym) – druga płyta muzyka country Johnny’ego Casha. Pierwszy raz została wydana 17 listopada 1958, natomiast drugi raz w 2003 przez wytwórnię Varese Sarabande. Drugie wydanie zawiera cztery alternatywne wersje piosenek, które były już obecne na oryginalnym albumie.

## Lista utworów
| 1.  | "Ballad of a Teenage Queen" (Jack Clement)                            | 2:13  |
|     |                                                                       |       |
| 2.  | "There You Go" (Cash)                                                 | 2:19  |
|     |                                                                       |       |
| 3.  | "I Walk the Line" (Cash)                                              | 2:46  |
|     |                                                                       |       |
| 4.  | "Don't Make Me Go" (Cash)                                             | 2:31  |
|     |                                                                       |       |
| 5.  | "Train of Love" (Cash)                                                | 1:52  |
|     |                                                                       |       |
| 6.  | "Guess Things Happen That Way" (Clement)                              | 2:24  |
|     |                                                                       |       |
| 7.  | "The Ways of a Woman in Love" (Bill Justis, Charlie Rich)             | 2:16  |
|     |                                                                       |       |
| 8.  | "Next in Line" (Cash)                                                 | 2:49  |
|     |                                                                       |       |
| 9.  | "You're the Nearest Thing to Heaven" (Jim Atkins, Cash, Hoyt Johnson) | 2:42  |
|     |                                                                       |       |
| 10. | "I Can't Help It (If I'm Still in Love With You)" (Hank Williams)     | 1:49  |
|     |                                                                       |       |
| 11. | "Home of the Blues" (Cash, Glen Douglas, Vic McAlpin)                 | 2:41  |
|     |                                                                       |       |
| 12. | "Big River" (Cash)                                                    | 2:35  |
|     |                                                                       |       |
|     |                                                                       | 28:57 |
|     |                                                                       |       |

### Bonusowe piosenki
| 1. | "Don't Make Me Go" (Cash)                    | 2:30  |
|    |                                              |       |
| 2. | "The Ways of a Woman in Love" (Justis, Rich) | 2:28  |
|    |                                              |       |
| 3. | "Ballad of a Teenage Queen" (Clement)        | 2:15  |
|    |                                              |       |
| 4. | "Guess Things Happen That Way" (Clement)     | 1:58  |
|    |                                              |       |
|    |                                              | 09:11 |
|    |                                              |       |

## Twórcy
- Johnny Cash - główny wykonawca
- Al Casey - gitara
- Sam Phillips - producent
- Jack Clement - producent
- Cary E. Mansfield - producent następnego wydania
- Bill Dahl - zapis nutowy, producent ponownego wydania
- Bill Pitzonka - Kierownictwo artystyczne ponownego wydania
- Dan Hersch

## Notowania na listach muzycznych
Single – Billboard (Ameryka Północna)
| Rok  | Singel                               | Kategoria      | Pozycja |
| ---- | ------------------------------------ | -------------- | ------- |
| 1956 | "There You Go"                       | Single country | 1       |
| 1957 | "Don't Make Me Go"                   | Single country | 9       |
| 1957 | "Home of the Blues"                  | Single country | 3       |
| 1957 | "Home of the Blues"                  | Single pop     | 88      |
| 1957 | "Next in Line"                       | Single country | 9       |
| 1957 | "Next in Line"                       | Single pop     | 99      |
| 1957 | "Train of Love"                      | Single country | 7       |
| 1958 | "Ballad of a Teenage Queen"          | Single country | 1       |
| 1958 | "Ballad of a Teenage Queen"          | Single pop     | 14      |
| 1958 | "Big River"                          | Single country | 4       |
| 1958 | "Big River"                          | Single pop     | 14      |
| 1958 | "Guess Things Happen That Way"       | Single country | 1       |
| 1958 | "Guess Things Happen That Way"       | Single pop     | 11      |
| 1958 | "The Ways of a Woman in Love"        | Single country | 2       |
| 1958 | "The Ways of a Woman in Love"        | Single pop     | 24      |
| 1958 | "You're the Nearest Thing to Heaven" | Single country | 5       |
| 1958 | "You're the Nearest Thing to Heaven" | Single pop     | 24      |